# 米尔科姆转轮连发式榴弹发射器
連發式榴彈發射器（簡稱：MGL）是一款由南非米爾科姆（控股）有限公司生產的輕型雙動操作6連發轉輪式肩射型榴彈發射器，主要發射40×46毫米口徑低速榴彈。
早在1981年，MGL對南非防衛軍展示了其基本的設計概念。其操作原理立刻就獲得接受，並受到嚴格的計劃所認證。其後MGL正式在南非國防軍（英語：South African Defence Force，以下簡稱：SADF）之中投入服役，並且被命名為Y2。從推出以後到1983年，MGL逐漸獲得30多個國家的軍隊和執法機關所採用，它已經被證明了由热带雨林到沙漠等的惡劣環境以下，仍然有著高度的效能。從1983年至現在的總產量已超過50,000枝。
MGL是一枝連發式武器，相比起諸如M79、M203等傳統型單發式榴彈發射器，MGL可極大地增加小班組的火力。MGL的設計簡單、堅固，而且可靠。它採用了久經考驗的左輪手槍的原理，既能實現高精度的射擊，又可以迅速發射以對目標进行火力压制。MGL可以裝填多種彈藥（例如：高爆彈、反坦克高爆彈、防爆硬膠彈和硬膠霰彈、刺激物和煙火），而其發射速度由扣动扳機的速度决定。容納6發榴彈的弹巢可以迅速退彈并裝填以保证火力的连续性。
雖然MGL的主要用途是發射高爆榴彈以協助進攻和防禦，但MGL也可以装填適當的彈藥以便用于維和行動等防暴用途。全新專利的修改型號令MGL可以發射非致命性（非常低壓）榴彈。

## 設計細節

### 操作機構
MGL是一枝發射低速榴彈的肩射型榴彈發射器。它藉由6發弹簧傳動式操作左輪手槍型弹巢供彈，可以裝填並且發射絕大多數的40×46毫米低速榴彈。雖然MGL採用了雙動操作扳機發射系統，但也與傳統左輪手槍的原理同樣地，雙動式操作會通過與擊發機構的相關裝置聯動以轉動彈巢。因此直接藉由擊發機構聯動的話，彈巢會因為裝有6發40×46毫米低速榴彈而沉重並導致其扳機扣力也會變得沉重。因此MGL還採用了弹簧傳動式彈巢，在射擊時以弹簧協助順時針地自動旋轉，藉弹簧傳動以大大減輕其扳機扣力。這設計與前鋒型霰彈槍有點類似，但缺點是必須在每次重新裝填時再次上發條使內置的卷簧發射了再次旋轉。

### 特徵
MGL榴彈發射器是由一根重量較輕便、逐段向前的附膛線式钢製槍管，槍管下方可前后滑动的前握把，作為瞄準裝置的瞄準鏡配件，槍身連發射機構，由內置弹簧製成的卷簧所推動旋轉的彈巢式供彈裝置，以及可折疊式槍托各個部件所組成。此該武器的手動保險開關選擇桿安裝在手槍握把的稍後上方，而且可從左右兩邊藉由大拇指操作。MGL並不因為意外掉下而擊發。

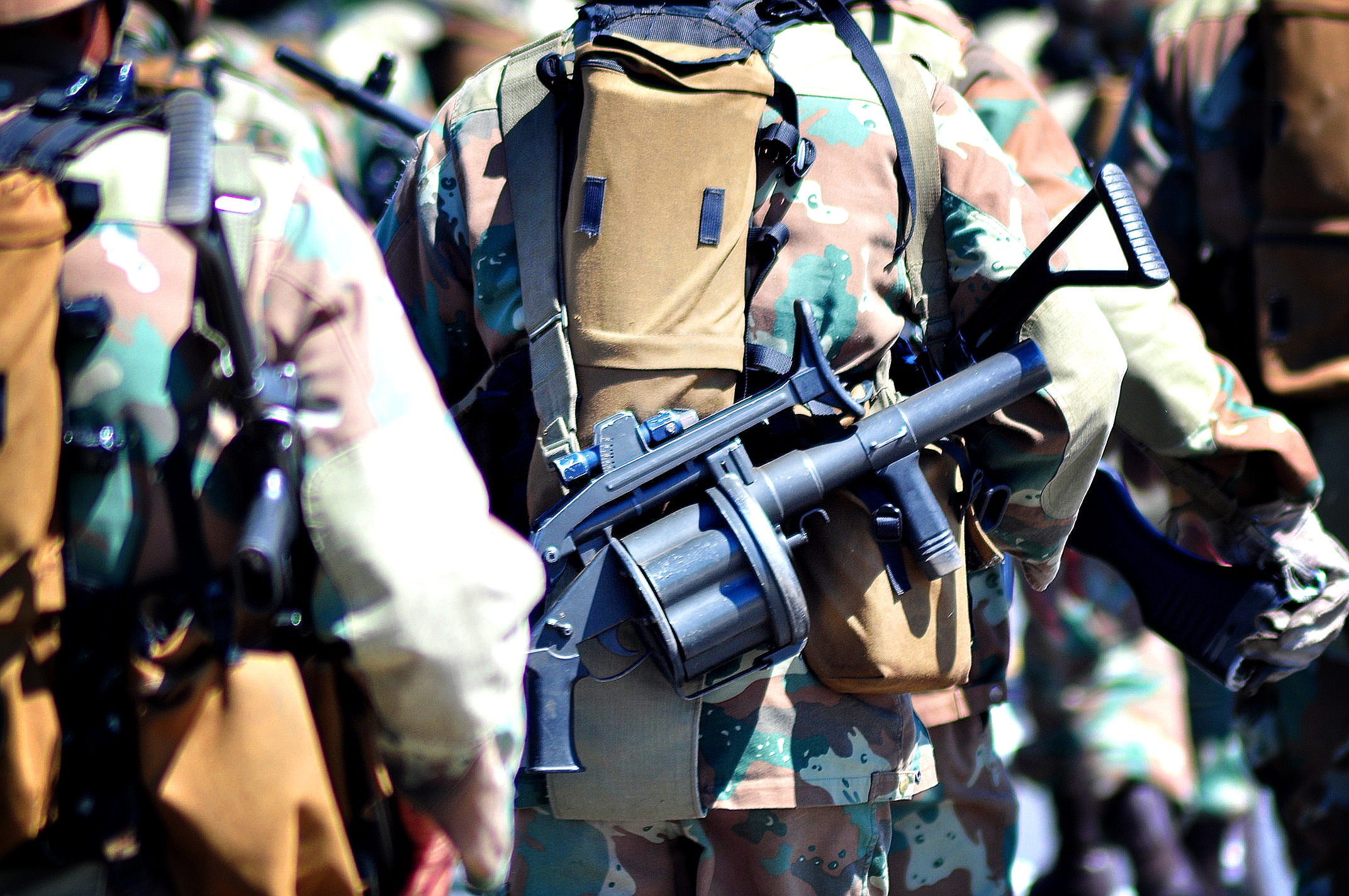
配備了米尔科姆Y2 Mk-1 MGL的南非士兵。該衍生型自1983年開始於南非國防軍（SANDF） 服役。

MGL藉由槍管下方的鉤子向前拉以釋放轉輪軸銷、向右旋轉以擺出鋼製槍身，並與轉輪分離以露出轉輪以上的彈巢（亦是其膛室）。轉輪後部的槍身（包括手槍握把）會脫離轉輪軸銷並且在重新裝填之時逆時針轉動以露出轉輪上的膛室。接下來通過手指伸入空槍狀態的膛室以內，並且旋轉铝製轉輪以逆時針旋轉轉輪並且扭緊內置的卷簧（類似上發條）。然後便可以將榴彈一發接一發裝入每個膛室內（因為轉輪是固定於發射器的部件，無法從MGL上拆除），再左旋托架轉輪後部的槍身以重新關閉槍身，並且將轉輪軸銷重新插入軸銷口重新閉鎖。此時便完成裝彈過程。
在扣下雙動操作扳機時就會到位，而擊針在扣下扳機並且解脫阻鐵以後解脫擊針，並且擊發榴彈的底火以發射榴彈。高壓火藥燃氣的壓力會利用導氣孔推動活塞向上，由活塞推動棘輪卡鎖向前以釋放轉輪，並且在簧力的作用以下讓卷簧推動膛室作60 °旋轉，直到下一個膛室的底火與擊針和槍管連成一線，這樣就可以準備發射下一發榴彈。如果發生了出現不發榴彈（扣下扳機也不發射），扳機仍然可以反復扣下後直到發射為止。
由於MGL亦採用了導氣孔和導氣活塞，因而令MGL很容易被誤解為完全是氣動式原理的武器。MGL的導氣活塞並非用於驅動轉輪的轉動，只是用於把卡住轉輪的棘輪卡鎖推離，讓轉輪轉動的裝置仍然是卷簧。

### 瞄準具
MGL榴彈發射器配備了由阿姆森（英語：Armson）生產的閉眼式槍械瞄準鏡（英語：Occluded Eye Gunsight，簡稱：OEG），一款準直式瞄準鏡，提供了一個瞄準點。射手在瞄準目標時可以實現保持兩隻眼睛開放，並且看見瞄準點與瞄準的目標重疊，使目標與瞄準點兩者都在輪廓明顯的聚焦點。MGL還配備了人造視軸和射程刻度，可用於協助瞄準鏡歸零。OEG瞄準鏡還內置了一個無線夜光燈以提供光點對照，而其使用壽命大約為10年。
為其設計的Armson瞄準鏡的用途是測定使用者與目標之間的距離，並且對此立即進行調整。它使得使用者能夠在高達375米（410.1码，1,230.31英尺）的距離以內提高命中的概率。象限測距瞄準具的刻度為每一行增加25米（27.34码，82.02英尺），會自動補償瞄準時的漂移。

### 配件

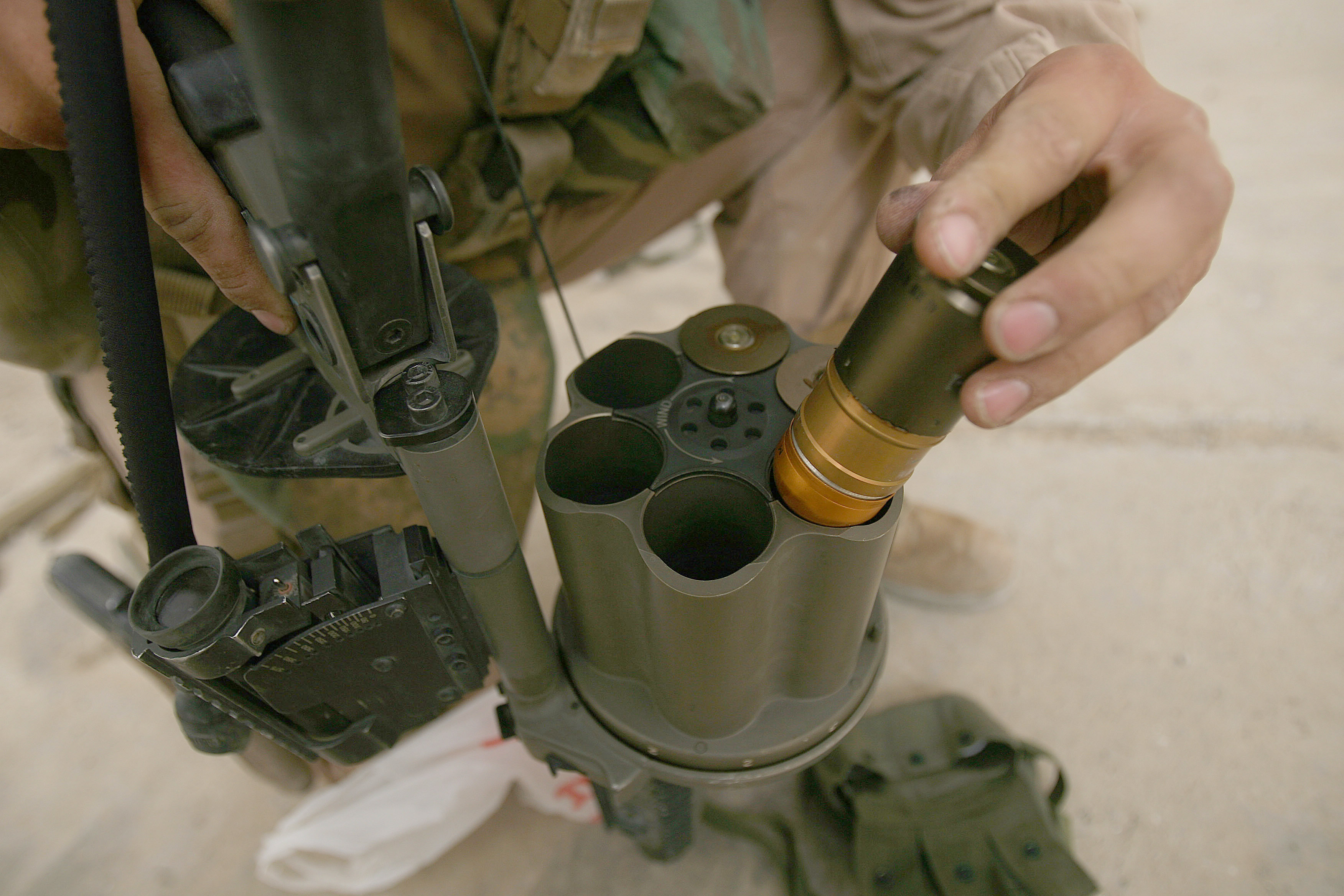
正在裝填40毫米榴彈的M32 MGL。

每枝MGL榴彈發射器所提供的全套配件當中包括OEG瞄準鏡，槍背帶，清潔套件和用戶手冊。

## 衍生型
在過去的十年之間，MGL的原來設計已經歷過數次的升級。

### MGL Mk-1
經過了十二年的生產經驗和超過十年來來自世界各地不同的使用國的用戶明顯反饋，一款使用了一些經重新設計的組件所組成的武器使得其更適合各國的用戶和更可靠，而且同時簡化了維護步驟。這種發展，被稱為MGL Mk 1，並於1996年向市場推出。以前生產的所有武器可以利用升級配件升級到Mk 1結構。部分零件，如鋼鐵製造的槍管，只需要使用一些特殊的刀具和切削模具就能達到以最小複度的轉換和修改。
在2004年，米爾科姆（控股）有限公司推出了兩款“產品改良”的衍生型，包括：

#### MGL Mk-1S
第一款是Mk 1S，它使用了較堅硬的不鏽鋼槍身取代了Mk 1的一部份铝製槍身，並且在弹巢上的轉輪座頂端增加了皮卡汀尼導軌，還把折疊式槍托改為美國復仇者武器系統（VLTOR Weapon Systems）公司為AR系列步槍／卡賓槍生產的MOD伸縮式槍托以便調節槍托長度。

#### MGL Mk-1L
而另一款是Mk 1L，它是Mk-1S改進型，除了把折疊式槍托改為美國復仇者武器系統公司為AR系列步槍／卡賓槍生產的MOD伸縮式槍托，還使用了一個長度達140毫米（5.51英吋）的6發彈巢。某些特殊用途的榴彈，例如過長的催淚瓦斯彈和非致命性衝擊彈，都無法適應MGL的舊型號的彈巢（包括Mk-1S）；但Mk 1L的延長彈巢使得其能夠裝填並且發射這些榴彈，因此而令其也更適合應付維和任務和防暴任務。
2005年，可以裝上反射式瞄準鏡以取代以前的槍械用閉眼式瞄準鏡。新型的瞄準鏡能夠自動調整環境光的變化和兼容第三代的夜視鏡。反射式瞄準鏡內置了一個十字型分劃板，這使得使用者能夠估計射程。

### MGL-105
MGL-105於2005年研發並且由美國米爾科姆（控股）有限公司生產，是MGL Mk-1S的美國化改進型。原來槍管下方的前握把被槍管四周增加MIL-STD-1913戰術導軌的槍管管套所取代（前握把改由MIL-STD-1913戰術導軌裝上），而且可以採用流行的沙色槍身，並配備了反射式瞄準鏡作為瞄準具。

### MGL-140
MGL-140於2005年研發並且由美國米爾科姆（控股）有限公司生產，是MGL Mk-1L的美國化改進型。原來槍管下方的前握把被槍管四周增加MIL-STD-1913戰術導軌的槍管管套所取代（前握把改由MIL-STD-1913戰術導軌裝上），而且可以採用流行的沙色槍身，並配備了反射式瞄準鏡作為瞄準具。
其設計目的是裝填並且發射更致命的新型大威力榴彈，例如由美國馬丁電子公司（英語：Martin Electronics Defence Inc.，簡稱：MEI）生產的長射程地獄犬榴彈，因此裝有一個140毫米（5.51英吋）的長彈巢。MGL以及地獄犬榴彈的組合被認為是榴彈發射器系統的一個重要的進步。

### M32 MGL

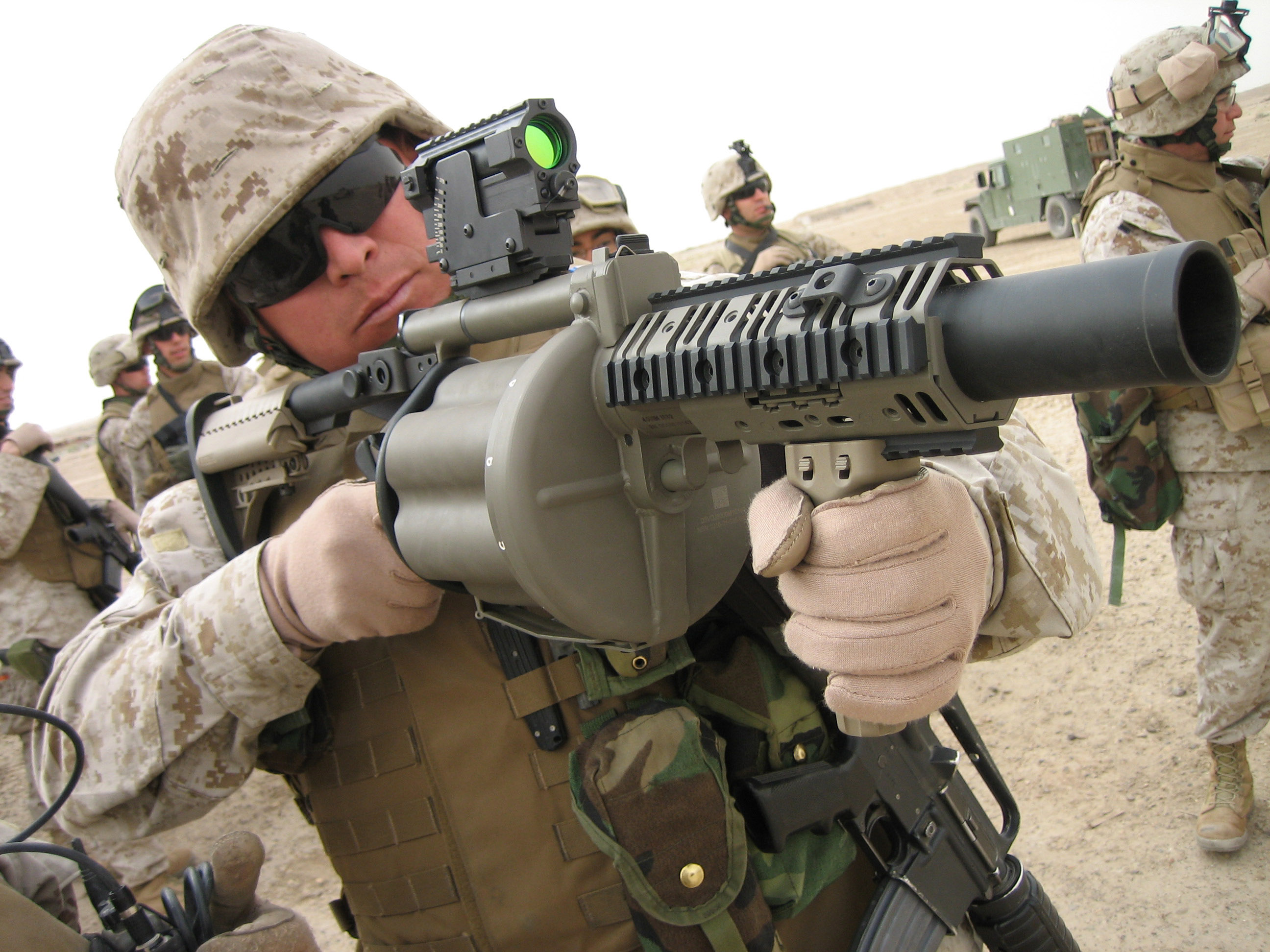
美国海军陆战队所屬的詹姆斯·C·桑切斯上士在伊拉克服役期間手持著M32 MGL（MGL-140）

2005年10月，美国海军陆战队授予美國米爾科姆（控股）有限公司一項生產200多具MGL-140合同，並且完成了MGL的測試和作出了一些具體的改進（但沒有透露過有沒有增強功能）。美國化的MGL新版本正式命名為「M32連發式榴彈發射器」（英語：M32 Multiple Shot Grenade Launcher，簡稱：M32 MGL、M32 MSGL），並且在2006年3月以後裝備在伊拉克的美國士兵。
美国海军陆战队裝備的M32 MGL配備了M2A1反射式瞄準鏡作為瞄準具。這是一具以“AAA”电池供電和為了夜間作戰而具有“紅外線”設置檔位的瞄準具。它亦具有可裝上的MIL-STD-1913戰術導軌片以安裝戰術配件、每一行增加海拔25米（27.34码，82.02英尺）的間隔調節和補償漂移。

### Mk 14 Mod 0
Mk 14 Mod 0是為美国特種作戰司令部（英語：United States Special Operations Command，簡稱：USSOCOM）於2008—2009年期間開發的一款衍生型。
相對於M32 MGL，Mk 14採用了更短的槍管（採用8英寸槍管而非一般的12.2英寸槍管），手槍握把亦被修改為可與市面上各種AR系列握把產品兼容，和以及槍管管套頂部前端被削除了。儘管如此，Mk 14的重量仍然與M32相同，因為它的轉輪座、槍托和其他地方都按照USSOCOM的要求進行了加固強化以便將來發射“中速榴彈”，可以延長其射程至600—1,000米（656.17—1,093.61码，1,968.5—3,280.84英尺），比M32的400米（437.45码，1,312.34英尺）更遠。
這短槍管型也被美国海军陆战队在 2014 年所採用，並且命名為M32A1。
最重要的而且要注意的是，目前南非米爾科姆（控股）有限公司與美國米爾科姆公司並沒有任何連接方式。雖然這兩間公司共享其歷史，兩家公司之間卻沒有任何業務關係。還有值得注意的一點是，這個頁面上使用的許多照片都是美國製造、屬於Milkor美國公司的40毫米MSGL。

### MAR
2006年，米爾科姆37／38毫米MAR（英語：Multiple Anti-Riot，意為：多重防暴型）取代了米爾科姆40毫米非致命性驛馬型。多重防暴型是一款輕量級的肩射式6發式武器，適合於發射當今可以使用的標準37／38毫米非致命性防暴控制控制彈藥。

### SuperSix MRGL
米爾科姆40毫米SuperSix MRGL（英語：Multiple Range Grenade Launcher，意為：多重榴彈發射器）在2012年研製，為靈活的更換不同的弹巢長度選擇的第六代6發式發射器。該發射器採用了全新的緩衝系統，重新設計的槍托，經過加固強化的結構和新型光學瞄準鏡。據安德烈·範迪克主任所指，SuperSix可以發射範圍廣泛的標準型低速（LV）和特殊遠距離中速（MV）彈藥，這讓使用者能夠攻擊比可能的先前期標準型40毫米發射器更遠的目標，其射程亦可能會達到800〜1,200米的距離。它可以在不到3秒以內快速連續發射6發榴彈（取決於操作者），而標準6發的區域覆蓋面積至少為20×60米。以軍用規格材料製造的SuperSix能夠忍受最惡劣的戰場條件。

### XRGL40

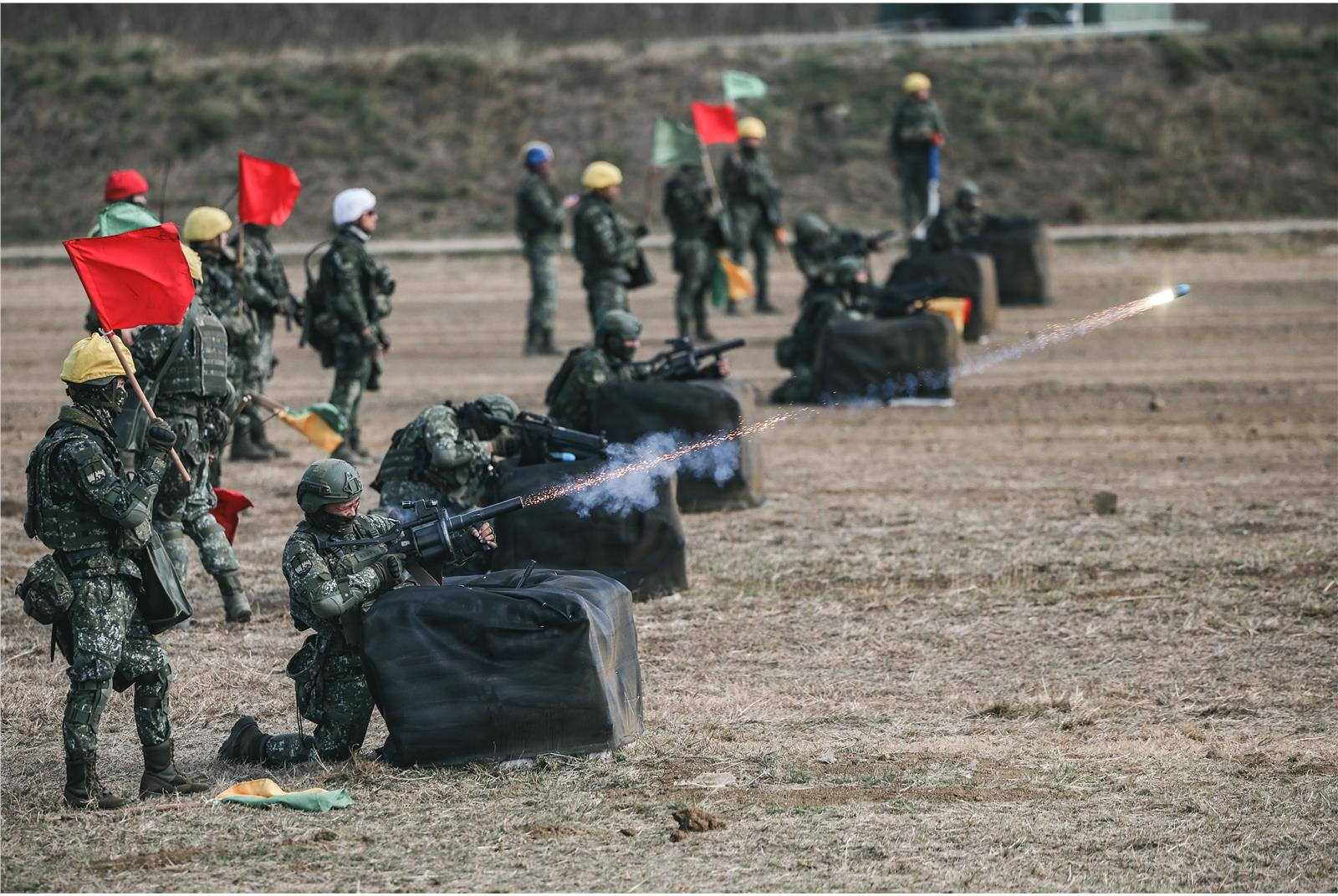
正在訓練射擊MGL Mk1榴彈發射器的中華民國陸軍士兵

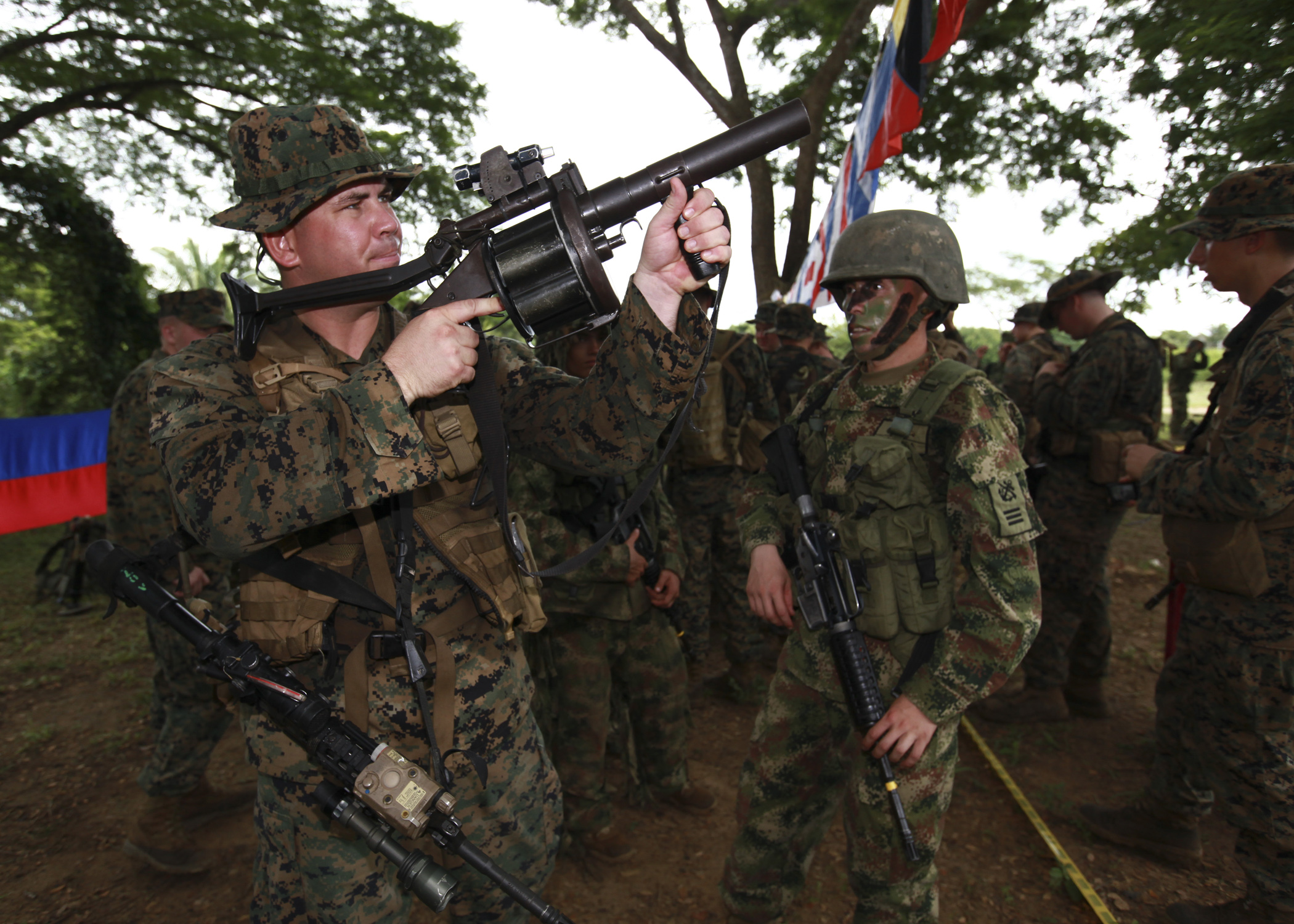
手持的克羅地亞生產的RBG-6榴彈發射器的美国海军陆战队員。

XRGL40（英語：eXtra Range Grenade Launcher，意為：延長射程榴彈發射器），即是這個MGL版本的有效射程將有所上升。XRGL40能夠裝填並且發射在2007年由連鎖反應有限公司（英語：Ripple Effec）所研發的新型40×51毫米口徑加長射程低壓榴彈（英語：Extended Range Low Pressure，簡稱：ERLP），槍口初速由既有的40×46毫米低速榴彈的76米／秒（249.35英尺／秒）提升至新型榴彈的125米／秒（410.11英尺／秒），有效射程是從375米（410.1码，1,230.31英尺）增加到800米（874.89码，2,624.67英尺）。XRGL40亦仍然兼容現有的40×46毫米低速榴彈，以應付不時之需；甚至混裝多種40毫米榴彈，從而具備多種作戰能力。此外，使用了輕型物料的XRGL40減輕了0.5公斤（1.1磅），並配備了新型激光測距儀作為瞄準具。

## 使用國
- - 特警單位[8]
- - 阿塞拜疆武裝部隊特種部隊
- - 孟加拉陸軍（英语：Bangladesh Army）
  - 孟加拉空軍（英语：Bangladesh Air Force）[9]
- - 波斯尼亞武裝部隊（英语：Armed Forces of Bosnia and Herzegovina）（命名為SRM-6）
- 巴西
  - 叢林步兵旅[10]
- 智利
  - 智利武裝部隊（200枝Milkor MGL）
- 哥伦比亚：由哥倫比亞軍事工業公司（英语：Indumil）合法生產Mk-1 MGL。
  - 哥倫比亞軍隊（英语：Military Forces of Colombia）[11][12]
- ：由Metallic d.o.o.在當地生產，並且被命名為RBG-6。[12][13]
- 丹麦
- 爱沙尼亚
- 法國
  - 國家憲兵干預組[14]
- [15]
- 德国
  - 德國陸軍特種部隊司令部[16]
- 印度：由軍械工廠委員會（英语：Ordnance Factories Board）（OFB）以下的蒂魯吉拉伯利軍械廠（英语：Ordnance Factory Tiruchirappalli）（OFT Trichy）進行仿製，並且被命名為連發式榴彈發射器。[17]
- 印度尼西亞
  - 印尼海軍蛙人司令部（英语：Kopaska）[18]
- 伊朗[19]
- 约旦
- 科索沃：使用克羅地亞生產的RBG-6，2,000枝。
- 科威特
- 利比亞
- 马来西亚
  - 马来西亚陆军[20]
- 墨西哥
  - 墨西哥武裝部隊（Mk-1 MGL、M32）
- 北馬其頓：使用克羅地亞生產的RBG-6。
- 挪威
  - 挪威特種作戰司令部
- 巴基斯坦
  - 巴基斯坦陸軍特別勤務群（英语：Special Service Group）[21]
- 秘魯[12]
- 葡萄牙
- 沙烏地阿拉伯
- 南非
  - 南非國防軍（命名為Y2）[12][22]
- - 大韓民國海軍特戰戰團
- 斯里蘭卡
- 瑞典
  - 瑞典國防軍哥特蘭島海岸砲兵團（少量MGL作為實驗武器使用，被命名為（瑞典語：Granatkastargevär 90））[12][23]
- 中華民國
  - 中華民國國軍（Mk 1及MGL-140裝備化學兵單位，命名為連發縱火槍，用以發射黃磷榴彈，以取代舊式國造67式火焰噴射器；為因應國軍組織調整，移編至步兵以後改稱為40公厘輪轉式榴彈發射器）[24]
- 泰國
  - 泰國皇家海軍（M32）[25]
- 土耳其
  - 土耳其军队[26]
- 乌克兰：俄羅斯入侵烏克蘭期間由美國軍援提供M32A1。
  - 烏克蘭武裝部隊
- 美国：
  - 美国海军陆战队（2006年接收了210枝，以後多訂購2,118枝，命名為M32 MGL）[27]
  - 美国海军陆战队（M32A1）
  - 美國特種作戰司令部（Mk 14，2009年1月接收了300枝）[3]
- 委內瑞拉
- 越南：由國防科技工業總務部於當地生產。
  - 越南人民軍[28]

### 非國家團體
- 伊拉克和沙姆伊斯蘭國：使用型號為RBG-6。[29]

## 流行文化
米爾科姆轉輪連發式榴彈發射器系列同時出現在不少电影、电视剧、电子游戏和动画裡，例如：

### 電影
- 2007年—《乒乓特派員（英语：Balls of Fury）》：型號為MGL Mk 1L（MGL-140），使用卡其色槍身、裝上雷射瞄準器和前握把並且由馮（Feng，飾演）所使用。
- 2007年—《變形金剛》：型號為MGL Mk 1L（MGL-140，M32 MGL），使用卡其色槍身、裝上阿姆森OEG瞄準鏡、前握把和復仇者武器系統模塊式槍托並且由威廉·藍尼／雷諾斯隊長（Captain William Lennox，飾演，其槍上更裝有雷射瞄準器）、豪爾赫·“圖”·菲格羅亞（Jorge "Fig" Figueroa ，飾演）、雷吉·西蒙斯（Reggie Simmons，約翰·特托飾演）和第七區士兵所使用。
- 2009年—：型號為MGL Mk 1L（MGL-140，M32 MGL），使用黑色槍身、裝上阿姆森OEG瞄準鏡、前握把和復仇者武器系統模塊式槍托並且由NEST士兵所使用。
- 2010年—：型號為MGL Mk 1L（MGL-140），使用黑色槍身、裝上阿姆森OEG瞄準鏡和前握把並且由伊苗（Eames，湯·赫迪飾演）所使用。
- 2011年—：型號為MGL Mk 1L（MGL-140），使用黑色槍身、裝上阿姆森OEG瞄準鏡、前握把和復仇者武器系統模塊式槍托並且由NEST士兵所使用。
- 2011年—：型號為MGL Mk 1L（MGL-140），使用黑色槍身、裝上阿姆森OEG瞄準鏡、前握把和復仇者武器系統模塊式槍托，曾由賈斯汀·漢默（Justin Hammer，飾演）所展示。
- 2012年—：型號為MGL Mk 1L（MGL-140），使用卡其色槍身、裝上阿姆森OEG瞄準鏡、前握把和復仇者武器系統模塊式槍托並且由凱撒（Hale Caesar，飾演）和貢納爾·強森（Gunnar Jensen，道夫·龙格尔飾演）所使用。
- 2013年—《玩命關頭6》：型號為MGL Mk 1L（MGL-140），使用黑色槍身、裝上全息瞄準鏡、前握把和美國陸軍改進型槍托，由丹林格（Denlinger，山謬·M·史都華飾演）所使用。
- 2013年—《超人：鋼鐵英雄》：型號為Mark 14／M32A1，使用卡其色槍身、裝上阿姆森OEG瞄準鏡、前握把和復仇者武器系統模塊式槍托並且由特種部隊士兵用於大都市決戰中。
- 2013年—《特種部隊2：正面對決》：型號為Mark 14／M32A1，使用卡其色槍身、裝上阿姆森OEG瞄準鏡、前握把和復仇者武器系統模塊式槍托並且由達西爾·R·菲爾伯恩「弗林」（Dashiell R. Faireborn(Flint)，D.J.科特羅納飾演）所使用。
- 2014年—《美國隊長2：酷寒戰士》：型號為MGL Mk 1L（MGL-140），使用黑色槍身、裝上阿姆森OEG瞄準鏡、前握把和復仇者武器系統模塊式槍托並且由「酷寒戰士」詹姆斯·巴奇·巴恩斯（James Bucky Barnes／Winter Soldier，賽巴斯汀·斯坦飾演）所使用。
- 2014年—《明日邊界》
- 2014年—：型號為MGL Mk 1L（MGL-140），使用卡其色槍身、裝上前握把和復仇者武器系統模塊式槍托並且由貢納爾·強森（Gunnar Jensen，道夫·龙格尔飾演）所使用。
- 2015年—：型號為Mk 14 Mod 0（M32A1），於2017年由莎拉·康納（Sarah Connor，艾美莉·克拉克飾演）所使用。
- 2016年—《全面攻佔2：倫敦救援》：型號為MGL-140，黑色槍身，由恐怖份子所使用。
- 2016年—：型號為MGL Mk 1L，由主角亨利所使用。

### 電視劇
- 2007年—《火線警告》：2008年8月11日第2季第7集（總集數為第19集）“波濤洶湧的大海”（英語：Rough Seas），型號為MGL Mk 1L（MGL-140），使用黑色槍身，在牆壁上。
- 2007年—《新时代武器（英语：Future Weapons）》：1月23日第2季第2集（播出順序為第8集）“保護者”（英語：The Protectors）
- 2009年—《一級軍火》：M32和Mark 14。

### 電子遊戲
- 2007年—：最早於韓國版2012年6月28日時推出。型號為Mk 14，使用卡其色槍身、裝上M2A1反射式瞄準鏡、前握把和復仇者武器系統模塊式槍托，以及6發容量弹巢。使用M2A1反射式瞄準鏡时會增加射程。港台地區和中国大陆地區於2012年7月4日推出，前者命名為「救贖」，後者命名為「鉄血重炮」。
- 2007年—：外觀像MGL Mk 1L（MGL-140），命名為「FGL40戰術核榴彈發射器」。
- 2007年—：型號為MGL Mk 1L（MGL-140L），命名為「M32 MGL」，該遊戲中唯一可以使用的非下掛式榴彈發射器，使用遊戲中特別設有的瞄準鏡（具有测距仪功能）。
- 2008年—：型號為MGL Mk 1L（MGL-140），命名為「MGL-140 榴彈發射器」，使用卡其色槍身、已裝上阿姆森OEG瞄準鏡和復仇者武器系統模塊式槍托，可加裝前握把和戰術燈。
- 2008年—《任天堂明星大亂鬥X》：型號為MGL Mk 1L（MGL-140），由固蛇（Solid Snake）所使用。
- 2008年—：型號為MGL Mk 1L（MGL-140），使用卡其色槍身、裝上阿姆森OEG瞄準鏡、前握把和復仇者武器系統模塊式槍托，命名為「M32 Hammer」，只能裝填4發榴彈。
- 2009年—：2010年6月29日獨立资料片《武裝行動2：箭頭行動》，型號為MGL Mk 1L（MGL-140），命名為「M32」，步兵版本為卡其色槍身；相關的追加下载内容《武裝行動2：私人軍事公司》，安裝Ka-60 PMC直升機版本為黑色槍身和無槍托。
- 2009年—：型號為MGL Mk 1L（MGL-140），使用卡其色槍身、裝上前握把和復仇者武器系統模塊式槍托，命名為「M32 MGL」。
- 2009年—《殺戮空間》：型號為MGL Mk 1L（MGL-140，M32 MGL），使用卡其色槍身、裝上Trijicon RX01紅點鏡、前握把和復仇者武器系統模塊式槍托，命名為「M32榴彈發射器」。由拆除者職階所使用。
- 2009年—：型號為MGL Mk 1L（MGL-140，M32 MGL），使用卡其色槍身、裝上阿姆森OEG瞄準鏡、前握把和復仇者武器系統模塊式槍托，命名為「M32 MGL」，由美國海軍陸戰隊所使用。
- 2009年—：型號為MGL Mk 1L（MGL-140，M32 MGL），奇怪地發射火箭彈。
- 2009年—：型號為MGL Mk 1L（MGL-140），使用卡其色槍身、裝上阿姆森OEG瞄準鏡、前握把和復仇者武器系統模塊式槍托並且由BSAA隊員克里斯·雷德費爾所使用。
- 2009年—：型號為MGL Mk 1L（MGL-140），使用卡其色槍身、裝上阿姆森OEG瞄準鏡、前握把和復仇者武器系統模塊式槍托，命名為「M32 Hammer」，只能裝填4發榴彈，由主角奈森·德瑞克（Nathan Drake）和防毒面具敵人所使用。
- 2010年—：型號為MGL Mk 1S（MGL-105），使用黑色槍身、裝上阿姆森OEG瞄準鏡、前握把和復仇者武器系統模塊式槍托，命名為「榴彈發射器」和「重型榴彈發射器」。
- 2011年—《蝙蝠侠：阿卡姆之城》：型號為MGL Mk 1S（MGL-105），使用黑色槍身、裝上延長槍管、阿姆森OEG瞄準鏡、前握把和復仇者武器系統模塊式槍托，不可由玩家使用。
- 2011年—《大冲锋》：2012年7月24日推出，命名為「M32榴弹炮」，奇怪地以標尺瞄準、以護木取代槍管管套、使用木製手槍握把和使用折疊式槍托。
- 2011年—：型號為MGL Mk 1L（MGL-140），使用卡其色槍身、裝上阿姆森OEG瞄準鏡、前握把和復仇者武器系統模塊式槍托，命名為「M32 Hammer」，只能裝填4發榴彈。
- 2011年—《光荣使命》：型號為Mk 14／M32A1，裝上前握把和復仇者武器系統模塊式槍托，命名為「M32榴弹槍」。
- 2011年—：型號為MGL Mk 1L（MGL-140），使用卡其色槍身、裝上阿姆森OEG瞄準鏡、前握把和復仇者武器系統模塊式槍托，命名為「M32 Hammer」，只能裝填4發榴彈，由主角奈森·德瑞克（Nathan Drake）所使用，奇怪地為中折式設計，以及會使用快速装弹器重新裝填。
- 2012年—：型號為MGL Mk 1L（MGL-140），使用卡其色槍身、裝上阿姆森OEG瞄準鏡、前握把和復仇者武器系統模塊式槍托，由皮爾斯·尼凡斯所使用。
- 2012年—：型號為MGL Mk 1S（MGL-105），卡其色槍身，命名為「M32」，以6發彈巢供彈。
- 2012年—：於戰役模式、聯機模式及殭屍模式中皆有出現，型號為MGL Mk 1L（MGL-140），使用卡其色槍身、裝上阿姆森OEG瞄準鏡、前握把和復仇者武器系統模塊式槍托，命名為「戰爭機器」（War Machine），以6發彈巢供彈，初始攜彈量為24發（戰役模式）、6發（聯機模式）和18發（殭屍模式），最高攜彈量為24發（戰役模式）、12發（聯機模式）和18發（殭屍模式）。戰役模式中完成5次「舊傷」（Old Wounds）戰役以後解鎖，被歸類為特別武器；在聯機模式則需要取得900點數以後解鎖，被歸類為積分技能武器，沒有任何可以使用的改裝；殭屍模式時有一款衍生型稱作「反乌托邦毀滅者」（Dystopic Demolisher），同樣以6發彈巢供彈，最高攜彈量為48發，並可以使用榴彈撞擊時爆炸和一次性裝填。
- 2012年—《战争前线》：型號為Mk 14／M32A1，命名为“HMGL32A7 "Oblivion"”，黑色枪身，装上復仇者武器系統模塊式槍托。以6發彈巢供彈，没有任何可改装配件。
  - 该武器只有越南服务器实装且为医疗兵专用武器，其余服务器均未实装，详细情况未知。
- 2013年—《俠盜獵車手V》：型號為Mk 14／M32A1，奇怪的裝有10發彈巢。
- 2013年—：型號為MGL Mk 1S（MGL-105），使用卡其色槍身、裝上阿姆森OEG瞄準鏡、前握把和復仇者武器系統模塊式槍托，命名為「M32 MGL」，以6發彈巢供彈，初始攜彈量為6發（聯機模式），最高攜彈量為12發（聯機模式），重新裝填時玩家角色會以每次裝填2發榴彈的方式完成（但即使玩家身上只餘下少於6發備用榴彈，角色也會依舊以這種方式裝填，裝填後載彈量會變成備彈量的數字，可說是一種遊戲漏洞）。單人模式時由中国人民解放军所使用，也可於工具補給箱取得並且由美国海军陆战队精英小隊「墓碑」隊長丹尼爾·雷克（Daniel Recker）所使用；多人模式時可被所有陣營的玩家所拾取後使用，被歸類為戰場拾取武器，沒有任何可以使用的改裝。
- 2013年—：型號為MGL Mk 1S（MGL-105），使用卡其色槍身、裝上阿姆森OEG瞄準鏡、前握把和復仇者武器系統模塊式槍托，命名為「MK32」，以6發彈巢供彈，沒有初始攜彈量（聯機模式和滅絕模式），最高攜彈量為18發（戰役模式）和6發（聯機模式及滅絕模式），主要發射塞姆汀炸药型榴彈（需手動引爆）。戰役模式之中由美國精銳部隊「魅影」（Ghosts）成員勞根·沃克（Logan Walker）和托馬斯·A·梅里克（Thomas A. Merrick）所使用，並裝有可以使用的全息瞄準鏡，每次重新裝填時裝填2發榴彈，依劇情前後會切換為發射普通碰炸榴彈；聯機模式時以次要武器的形象登場，發射定時粘性榴彈，能兩發點放和一次性裝填，沒有任何瞄準具和其他可以使用的改裝；滅絕模式時被歸類為「平衡器」，發射普通碰炸榴彈，有「防止榴彈誤傷玩家的防爆盾」、「更快的移動速度和較大的爆炸半徑」、「發射榴彈並增加傷害」以及「榴彈容量兩倍後為12發」的升級。
- 2013年—：韓國、台灣、香港和中國大陸版2016年8月4日時同時推出。型號為MGL Mk 1L（MGL-140），使用黑色槍身、裝上前握把和復仇者武器系統模塊式槍托，命名為「M32 MGL」。
- 2013年—：型號為MGL Mk 1L（預設），使用卡其色槍身，命名為「Piglet」，可在黑市購買後並另外花費自行改裝。
- 2019年—《湯姆克蘭西：全境封鎖2》：作為玩家終局後特化職業「爆破專家」的武器，型號為M32A1，命名為「M32A1榴彈發射槍」，以6發彈巢供彈，最高攜彈量7發，配有光學取景器及垂直握把。
- 2019年—：型號為Mk 14，使用卡其色槍身，命名為“MGL-32”。僅在戰役模式及戰爭地帶中登場。
- 2021年—《嚴陣以待》：命名為“M32A1”。
- 2021年—《蔚藍檔案》：和樂知世的固有武器「五七五式榴彈砲」原型。
- 2022年—《決勝時刻：現代戰爭II 2022》：型號為AV-140 MSGL，使用卡其色槍身，命名為“REV G-80”。僅於戰役模式登場。

### 動畫
- 1999年—《魍魎游擊隊》：型號為MGL，由梅崎真紀（うめざき まき，聲優：久川绫）所使用。
- 2001年—《厄夜怪客》：以MGL為藍本，可以發射8發。
- 2002年—《攻殼機動隊 STAND ALONE COMPLEX》：型號為MGL，白色槍身，第2話由特警隊員所使用。
- 2014年—《ALDNOAH.ZERO》：型號為MilKor MGL-140，第3話由婭賽蘭·沃斯·艾露西亞（アセイラム・ヴァース・アリューシア，聲優：雨宮天）用以發射煙霧彈。
- 2018年—《刀劍神域外傳Gun Gale Online》：型號為MGL-140，卡其色槍身，由「不可次郎」所使用，因考慮到遊戲內存在的“彈道預測系統”而移除了作用不大的照準器。會雙持，左手用槍稱作“左子”，右手用槍名為“右太”。

### 電影動畫
- 2015年—《劇場版》：型號為Mk 14／M32A1，黑色槍身並且由前日本公安局執行官、現東南亞聯盟反抗軍指揮官兼顧問狡嚙慎也（こうがみ しんや，聲優：關智一）所使用。

### 小說
- 2014年—《刀劍神域外傳Gun Gale Online》：型號為MGL-140，卡其色槍身，由「不可次郎」所使用，因考慮到遊戲內存在的「彈道預測系統」而移除了作用不大的照準器。會雙持，左手用槍稱作「左子」，右手用槍名為「右太」。

## 圖集

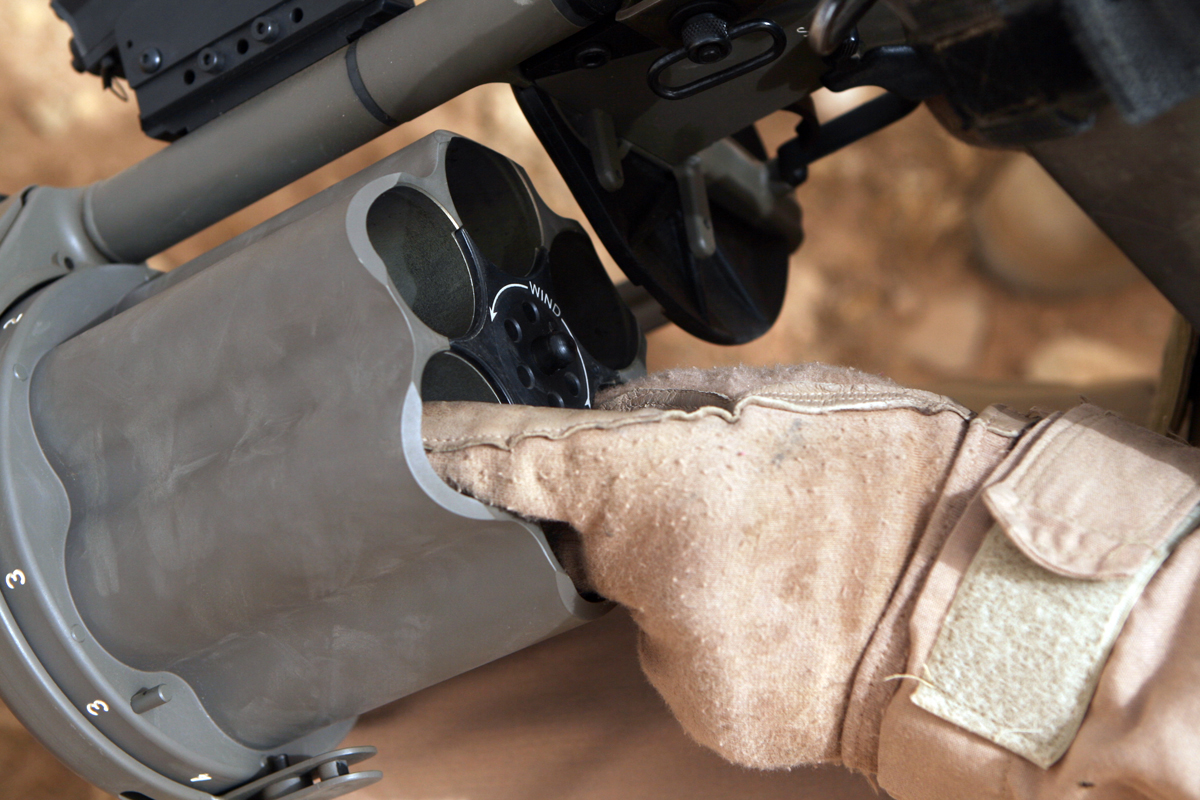
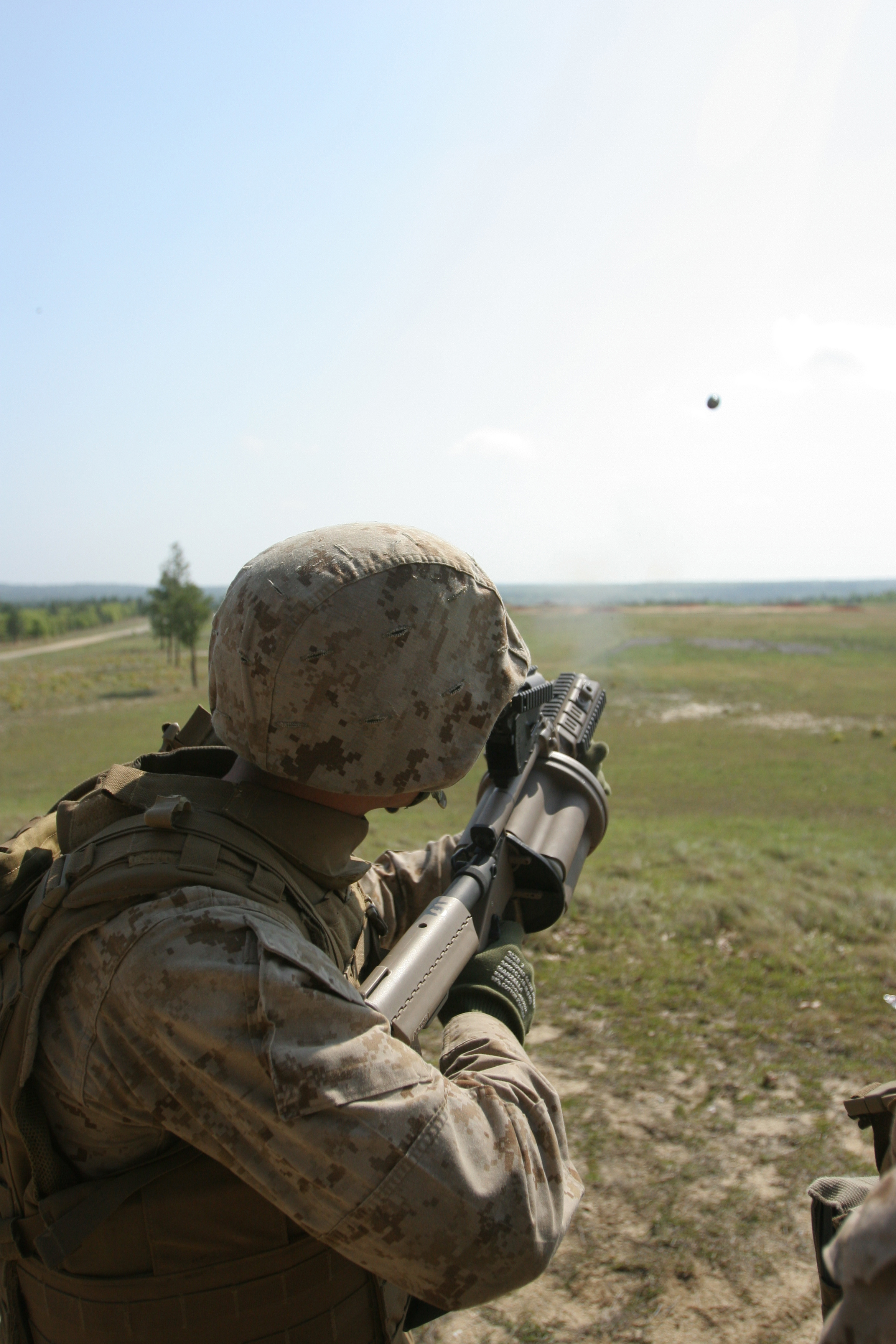
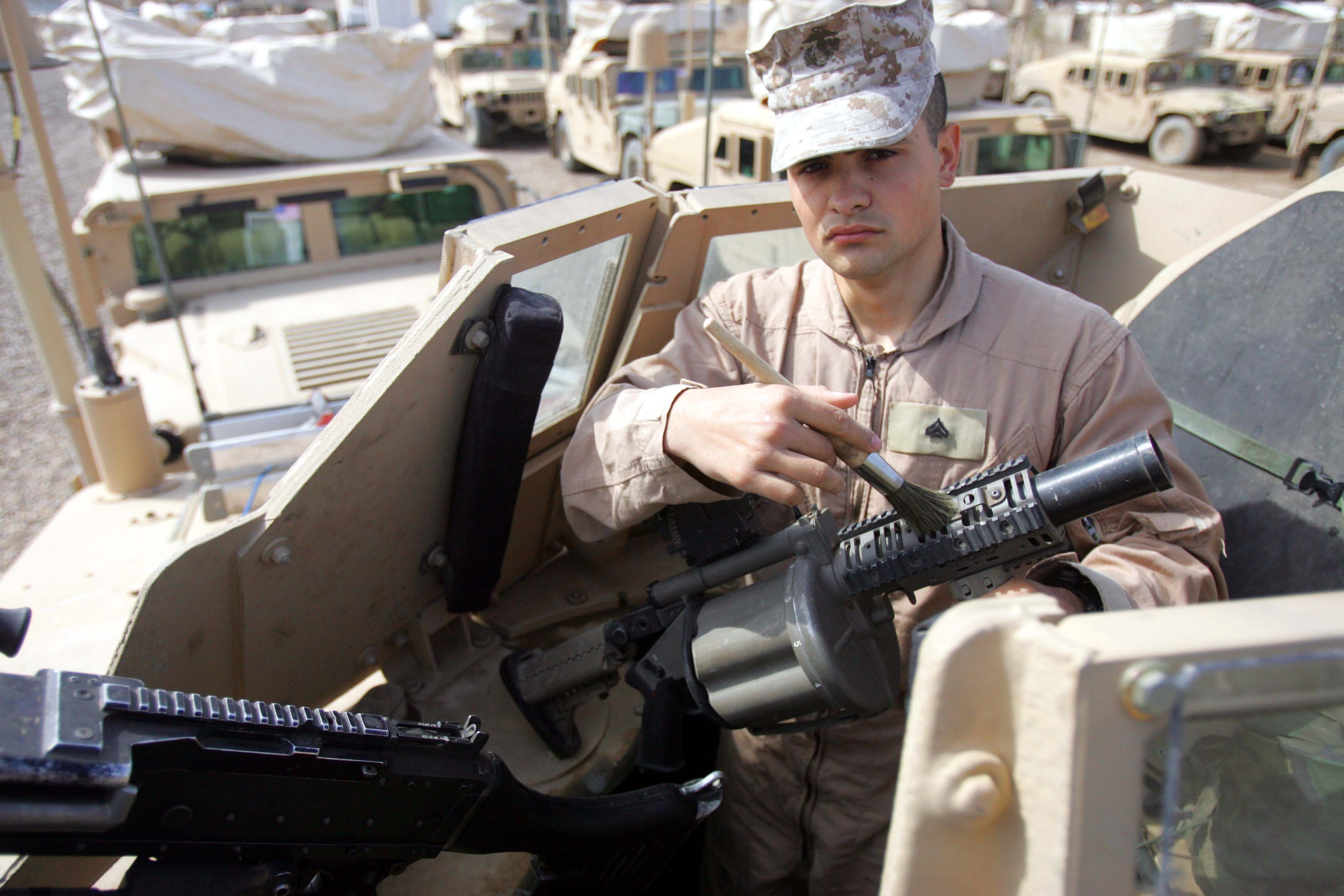
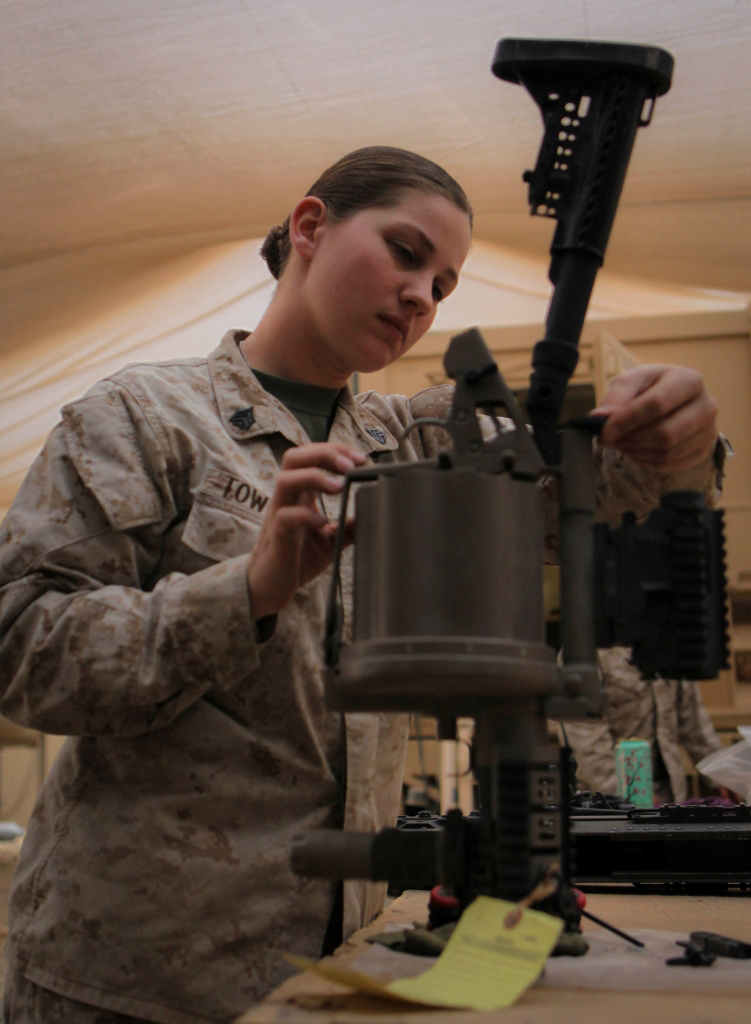
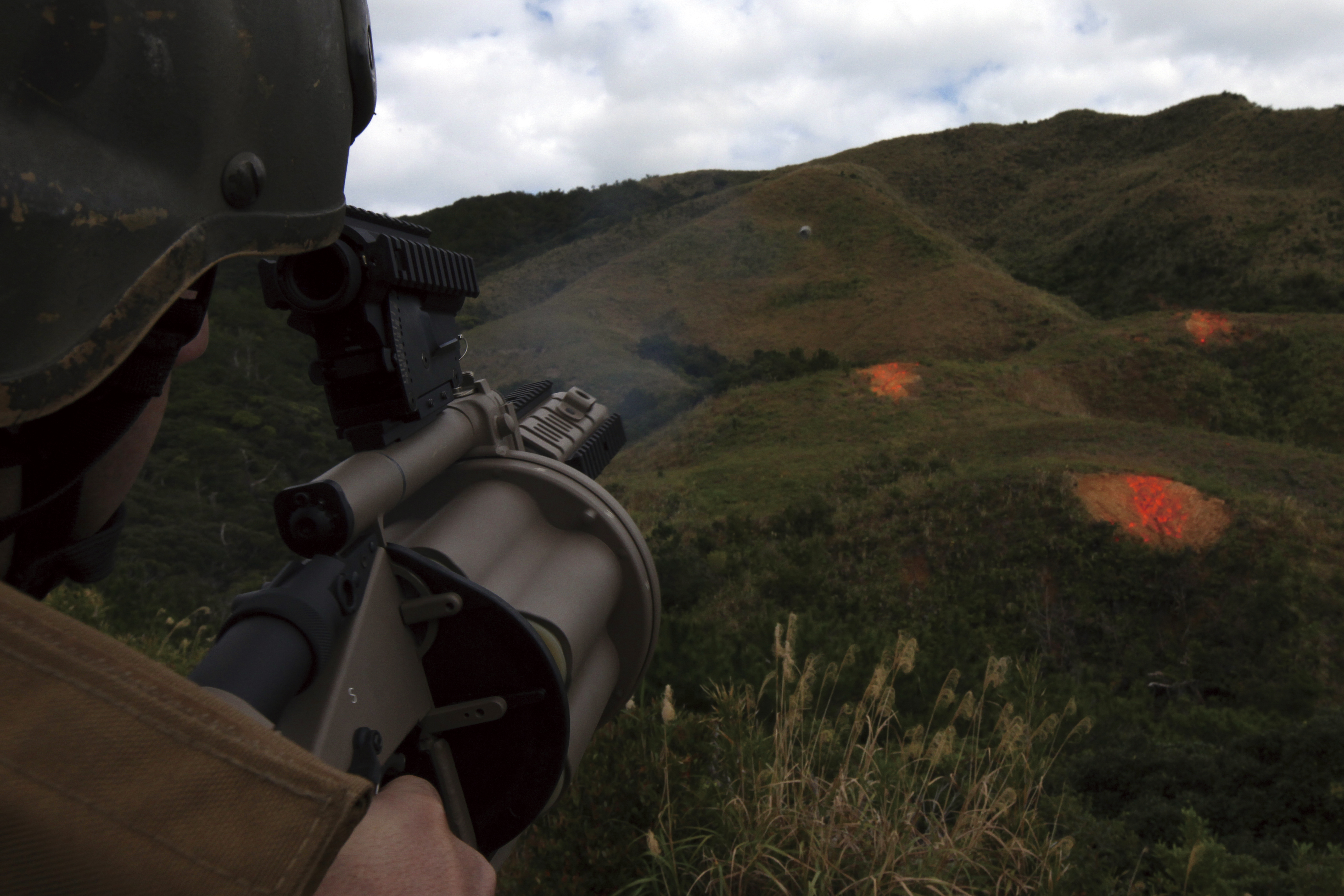
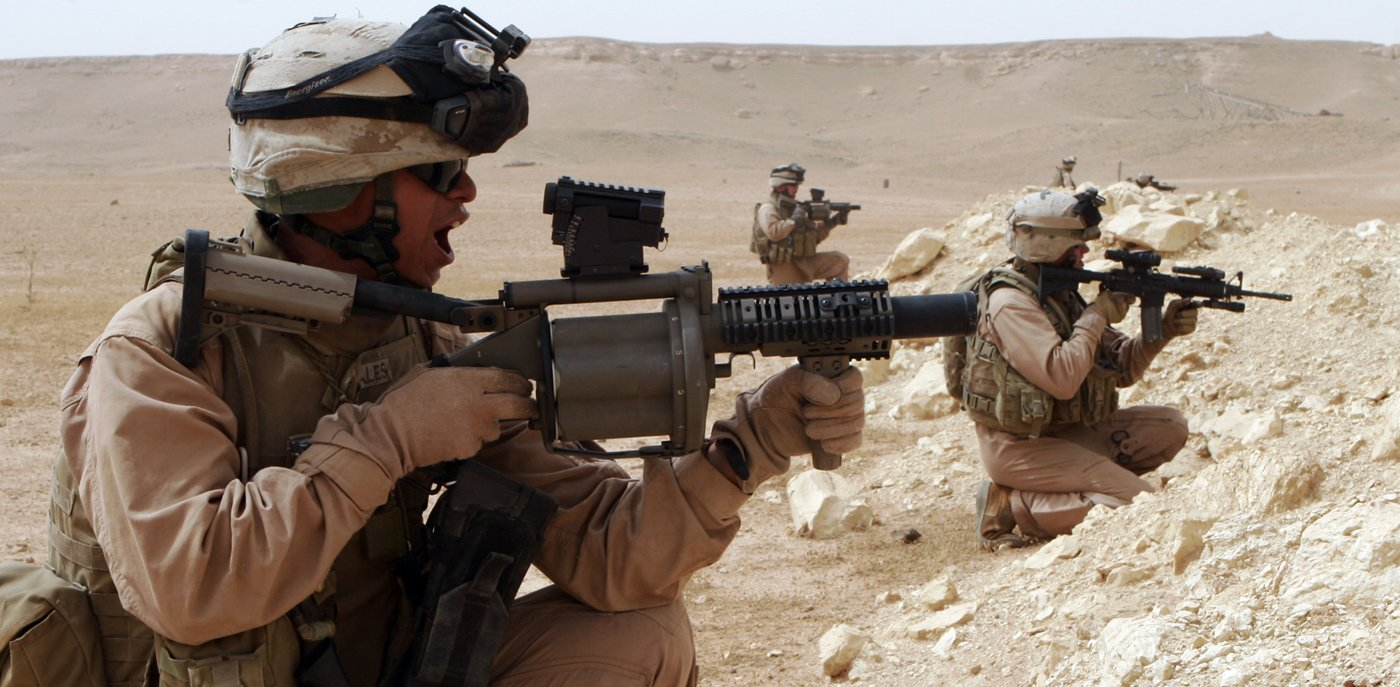
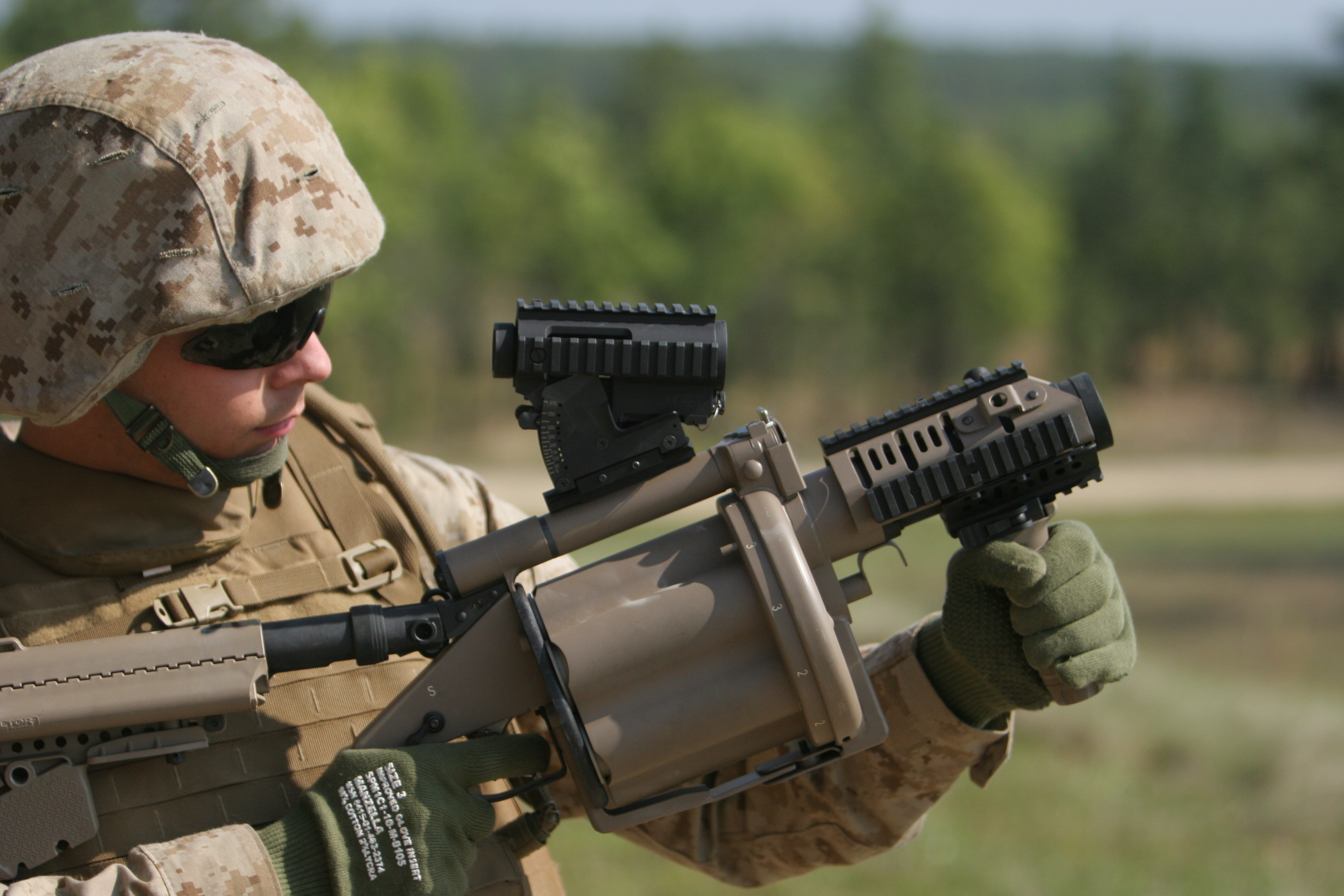
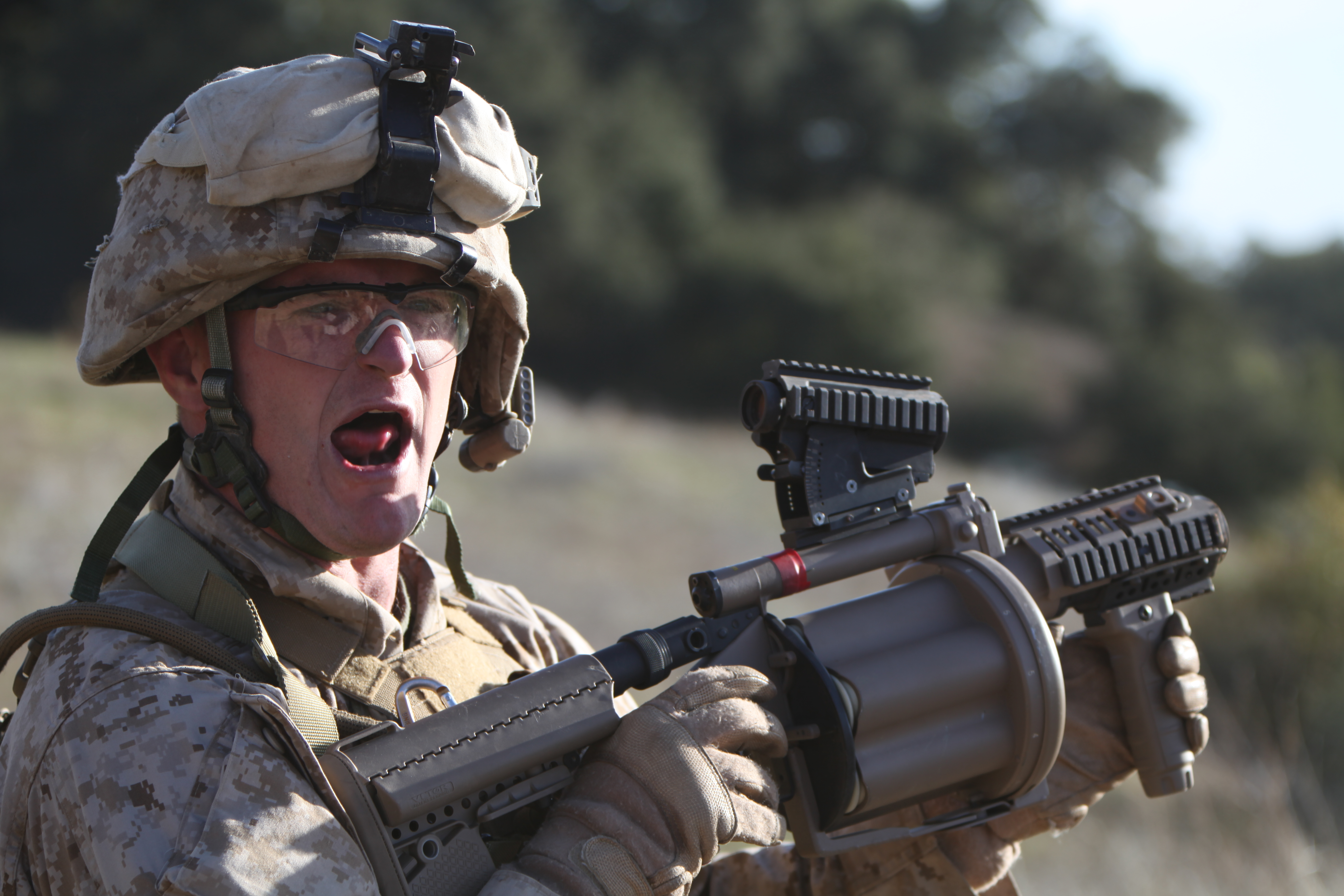
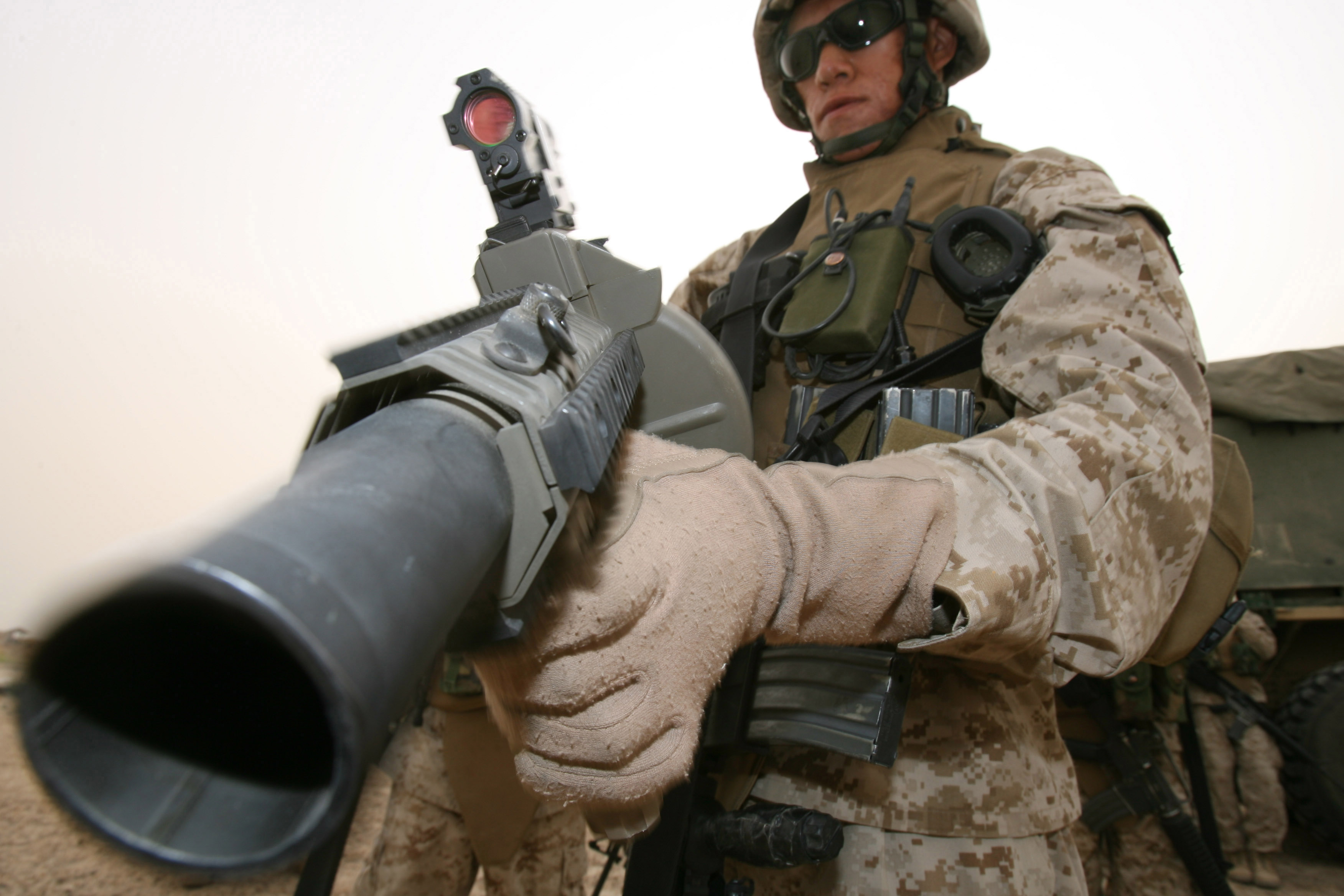
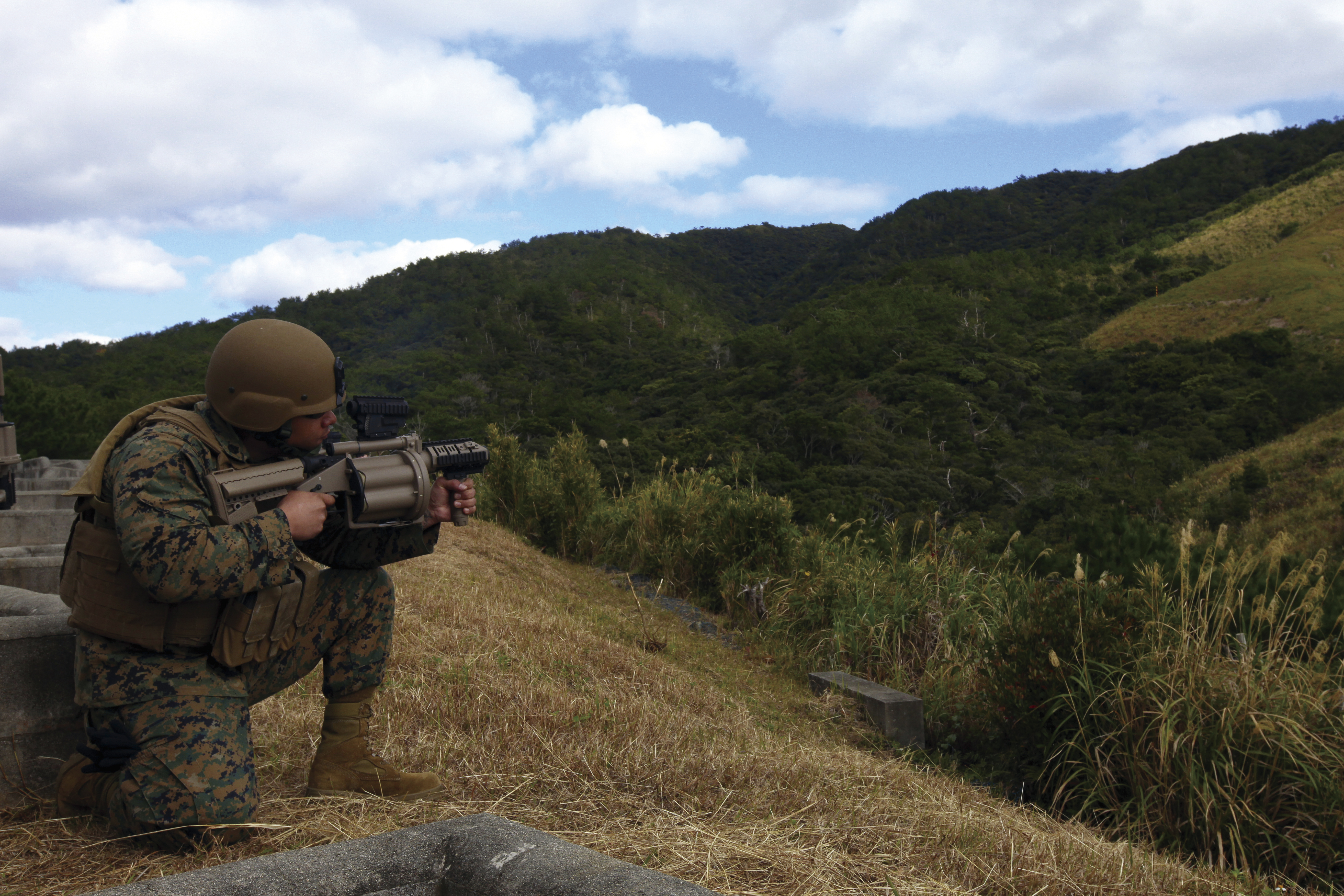

### 漫畫
- 2009年—《現代戰爭2：幽靈（英语：Modern Warfare 2: Ghost）》：於第4集登場。

## 資料來源
1. ↑  .   [2011-08-16]. （原始内容存档于2015-01-28）.
2. ↑   (PDF).   [2011-08-16]. （原始内容存档 (PDF)于2010-04-01）.
3. 1 2  Use of multishot grenade launchers to grow （页面存档备份，存于）, 3rd February 2009.
4. 1 2  .   [2010-12-03]. （原始内容存档于2014-12-30）.
5. ↑  .   [2013-11-10]. （原始内容存档于2013-11-03）.
6. ↑  .   [2013-11-10]. （原始内容存档于2014-06-25）.
7. ↑  .   [2013-11-10]. （原始内容存档于2013-11-01）.
8. ↑  .   [2008-09-29]. （原始内容存档于2009-02-22）.
9. ↑  . Indumil.   [2012-02-09]. （原始内容存档于2011-07-07） （西班牙语）.
10. 1 2 3 4 5  Jones, Richard D. Jane's Infantry Weapons 2009/2010. Jane's Information Group; 35 edition (January 27, 2009). ISBN 978-0-7106-2869-5.
11. ↑   (PDF). Metallic d.o.o.   [2012-02-09]. （原始内容 (PDF)存档于2011-09-10）.
12. ↑  http://img01.militaryblog.jp/usr/gign/GIGNs_2012_03_revolberslauncher_s.jpg%5B%5D
13. ↑  .   [19 December 2014]. （原始内容存档于2015-10-16）.
14. ↑  .   [2016-02-19]. （原始内容存档于2020-08-07）.
15. ↑  . Ordnance Factory Board.   [2012-02-14]. （原始内容存档于2015-09-11）.
16. ↑  .   [2012-02-01]. （原始内容存档于2013-01-19）.
17. ↑  .   [2014-10-31]. （原始内容存档于2016-12-27）.
18. ↑  IBP USA. . Int'l Business Publication. 2007: 71–73. ISBN 978-1-4330-6180-6.
19. ↑  .   [2013-11-10]. （原始内容存档于2016-04-01）.
20. ↑  . Army.mil.za. 2010-12-13  [2013-02-26]. （原始内容存档于2014-12-27）.
21. ↑  .   [2010-09-30]. （原始内容存档于2010-03-12）.
22. ↑  .   [2010-05-20]. （原始内容存档于2011-07-28）.
23. ↑  .   [2012-04-11]. （原始内容存档于2011-10-17）.
24. ↑  .   [2013-12-07]. （原始内容存档于2010-03-11）.
25. ↑  . Defense Review.   [2013-02-26]. （原始内容存档于2016-03-23）.
26. ↑  . Dat Viet. 2012-01-29  [2012-02-09]. （原始内容存档于2012-03-06） （越南语）.
27. ↑  . therightplanet.com.   [6 November 2014]. （原始内容存档于2014年10月27日）.

## 外部連結
- （英文）—Milkor (Pty) Ltd （页面存档备份，存于）
- （英文）—Milkor 40mm MGL Mk 1 S
- （英文）—Milkor 40mm MGL Mk 1 L
- （英文）—Milkor 37／38mm MAR （页面存档备份，存于）
- （英文）—Milkor Brochure
- （英文）—MilKor USA Inc. （页面存档备份，存于）
- （英文）—Martin Electronics, Inc. – 40 mm ammunition
- （英文）—M433 40 mm HEDP grenade specs （页面存档备份，存于）
- （英文）—The Infantry's Explosive Punch (Asian Military Review article)
- （英文）—Modern Firearms—Milkor MGL revolver type grenade launcher（页面存档备份，存于）
- （英文）—Weapon.ge—
  - Milkor MGL Mk.1
  - Milkor MGL-140 (Mk.1L)
  - Milkor XRGL40
- （英文）—Military, Security and Civilian Guns and Equipment—
  - M32 MGL (Multiple Grenade Launcher) （页面存档备份，存于）
  - Milkor MGL-140（页面存档备份，存于）
  - Milkor SuperSix MGL （页面存档备份，存于）
  - Milkor MGL Y2 （页面存档备份，存于）
- （英文）—Rippel Effect (formerly Milkor Marketing) （页面存档备份，存于）
- （英文）—weaponsystems.net－MGL （页面存档备份，存于）
- （简体中文）—槍炮世界—Milkor MGL榴弹发射器 （页面存档备份，存于）
- （简体中文）—新华网—“穿墙利器”MGL-140榴弹发射器
- （繁體中文）—Civilian Gunner—M32 / MGL 140 （页面存档备份，存于）

### 视频
- 新时代武器（英语：Future Weapons）第2季第2集（播出順序為第8集）“保護者”（英語：The Protectors）的YouTube上的相關視頻
- 一級軍火（英語：Ultimate Weapons）的YouTube上的相關視頻
- M32A1（M32的短槍管版本）的YouTube上的相關視頻